# Bicolline

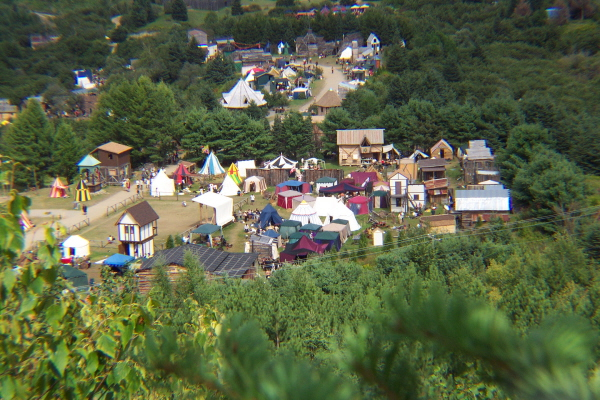
En del av lajvområdet Duché de Bicolline

Bicolline är en kanadensisk franskspråkig fantasylajvkampanj som utspelas på ett permanent lajvområde i Saint-Mathieu-du-Parc nära Shawinigan i Québec. Området är 140 hektar och kallas Duché de Bicolline.   Kampanjen startades 1996.

## Produktion
Till skillnad från många andra nordamerikanska lajvkampanjer använder sig inte Bicolline av något färdighetssystem; deltagare har möjlighet att fritt välja vilken som helst roll som de förmår rollspela och som passar in i fiktionen. Kampanjens deltagare organiserar sig vanligen i gillen där de fokuserar på en aspekt av Bicollines värld, exempelvis strid, religion, handel eller politik. Deltagare kan spela alla typer av roller från höga politiker till enkla soldater.
Bicolline använder sig av boffervapen för att gestalta strid. 
Bicolline har ett eget myntsystem där valutan kallas för Solar och består av egenhändigt slagna mynt. Det hålls ofta marknader under pågående spel.  

### Lajvområdet
På området har kampanjens deltagare uppfört en by med vägar, broar, värdshus och befästningar. Under vår och sommar hålls det byggdagar. Deltagarna ansvarar för att byggnaderna följer den standard som gäller, vilket kontrolleras av Bicollines personal. Det finns för närvarande hundra byggnader på området och det uppförs fortfarande nya.  Bicollines lajvområde är därmed det mest omfattande permanenta lajvområdet i världen. Det finns även plats för tillresta deltagares tillfälliga byggnader, tält och paviljonger på området.

## Fiktion
Bicolline är en fiktiv värld med egen geografi, kultur och komplex politik. Det politiska systemet är inspirerat av det medeltida feodala Europa.

## Arrangemang

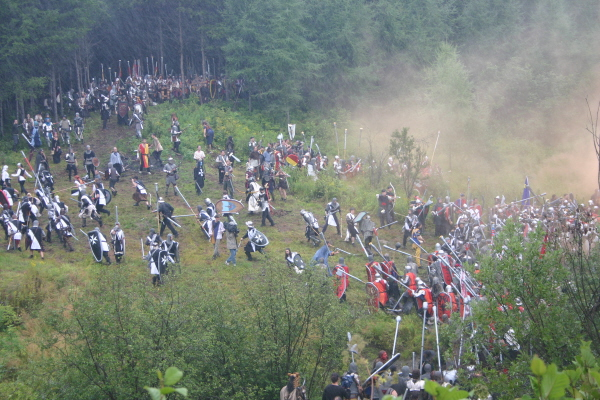
Scen från La Grande Bataille de Bicolline, 2005

Det största arrangemanget inom kampanjen är ett årligen återkommande fem dagar långt lajv med omkring 4000 deltagare, La Grande Bataille de Bicolline. Le Galion hålls i mars och brukar ha omkring 600 deltagare. Utöver detta hålls värdshuskvällar och stridsscenarier med några hundratal deltagare flera gånger per år.